# NK Veli Vrh
NK Veli Vrh je hrvatski nogometni klub iz Pule. 
Svoje domaće utakmice igraju na stadionu Tivoli, koji se nalazi u mjesnom odboru Veli Vrh. Nastupaju u narančastim dresovima i trenutačno se natječu u 4. HNL – Zapad.

## Mlađi uzrasti
NK Veli Vrh ima kategorije U-9, U-11, U-13, U-15 i U-18.

## Vanjske poveznice
- Savez sportova Grada Pule[neaktivna poveznica]
- službena stranica NK Velog Vrha  Arhivirana inačica izvorne stranice od 8. kolovoza 2019. (Wayback Machine)